# Mickey Bey
Mickey Bey (Cleveland, 27 giugno 1983) è un pugile statunitense.
Soprannominato The Spirit ("Lo spirito"), è stato campione mondiale IBF dei pesi leggeri dal 2014 al 2015.

## Carriera
Il 13 settembre 2014 affronta il campione del mondo IBF dei pesi leggeri Miguel Vázquez, in un incontro prevalentemente tattico e privo di momenti decisivi. Il match si conclude con una discussa vittoria di Bey per decisione non unanime: 115-113 e 119-109 per lo statunitense, 115-113 per il messicano.
A poco meno di un anno dalla conquista della cintura IBF e senza aver effettuato alcuna difesa, nel luglio 2015 Bey perde la sua cintura per decisione dell'organizzazione, dopo che aveva rifiutato di sfidare il russo Denis Shafikov (35-1-1) in un match titolato al CotaiArena di Macao.